# Domisław (przystanek kolejowy)
Domisław – przystanek osobowy w Domisławiu w Polsce, w województwie pomorskim, w powiecie człuchowskim, w gminie Czarne.

## Ruch pasażerski
| Rok  | Wymiana pasażerska na dobę |
| ---- | -------------------------- |
| 2017 | 10-19                      |
| 2022 | 10-19                      |